# Кремна (Стара Љубовња)
Кремна (слч. Kremná) насељено је мјесто са административним статусом сеоске општине (слч. obec) у округу Стара Љубовња, у Прешовском крају, Словачка Република.

## Становништво
| Година:    | 1994. | 2004.    | 2014.    | 2024.   |
| ---------- | ----- | -------- | -------- | ------- |
| Број људи: | 137   | 110      | 95       | 98      |
| Разлика:   |       | -19,70 % | -13,63 % | +3,15 % |

| Година:    | 2023. | 2024.   |
| ---------- | ----- | ------- |
| Број људи: | 101   | 98      |
| Разлика:   |       | -2,97 % |

Према подацима о броју становника из 2024. године насеље је имало 98 становника.